# Mirko Vučinić
Mirko Vučinić (Nikšić, Montenegro, 1 de octubre de 1983) es un exfutbolista montenegrino. Jugaba de centrodelantero.

## Biografía
Vučinić nació en Nikšić, la segunda ciudad en importancia de Montenegro. Inició su carrera deportiva a orillas de la manga del Adriático que une su tierra natal con Lecce, la ciudad italiana a la que llegó en el año 2000, cuando todavía era un muchacho. En ella, el joven completó su perfeccionamiento técnico y táctico y, sobre todo, fortaleció su carácter jugando junto a delanteros con gran futuro que posteriormente darían el salto a grandes europeos como Javier Ernesto Chevantón o Valeri Bojinov.
Jugó en la Unione Sportiva Lecce 111 partidos oficiales marcando 34 goles, desde la temporada 2000/01 a la temporada 2005/06. Estos registros le valieron para fichar por el A.S Roma, club con el que debutó como internacional absoluto.
Con la AS Roma jugo 4 temporadas siendo el mejor delantero en proyección del mundo en los últimos años.

### Juventus
El 1 de agosto de 2011 la Juventus se hizo con los servicios del delantero montenegrino por 15 millones de euros, donde lució el dorsal 14.
Anotó su primer tanto con la elástica bianconera el 21 de septiembre de 2011 ante el Bolonia, aunque, posteriormente sería expulsado. En el Derbi de Italia, Vučinić, marcó en el minuto 12, el primero de los dos goles que le dieron la victoria a la Juventus en el Estadio Giuseppe Meazza por 1-2 ante el Inter.

### Al-Jazira S. C.
El 3 de julio de 2014 el periódico italiano La Gazzetta dello Sport anuncia el fichaje del montenegrino por el club de Dubái, Al-Jazira S. C., dejando en las arcas del club italiano 6 millones de euros, y pasando a cobrar 5 millones netos por temporada. El entrenador de Juventus, Antonio Conte no contaba con el veterano atacante para la campaña 2014-15.
El 1 de julio de 2017 quedó libre sin equipo.

## Selección nacional
Vucinic era uno de los dos jugadores nacidos en Montenegro, que había sido elegido para jugar con Serbia y Montenegro en la Copa Mundial FIFA 2006 (el otro fue Dragoslav Jevrić), había sido llamado ya dos veces para jugar en el equipo de Serbia y Montenegro, pero sobre el 23 de mayo de 2006 se lesionó y no pudo participar en el torneo.
Después Montenegro se convirtió en un país independiente, y un nuevo equipo nacional fue establecido, Vucinic eligió jugar para Serbia pero un convenio entre las asociaciones en los primeros años no se lo permitió. El 24 de marzo de 2007, Montenegro, equipo nacional jugó su primer partido contra Hungría, Vucinic anotó el primer gol, de penal, de la historia de Montenegro. También anotó en todas las apariencias para Montenegro recogiendo cuatro goles en sus primeros cuatro partidos.

## Estadísticas
- Actualizado a 1 de enero de 2015

| Temporada           | Equipo              | Campeonato           | Campeonato | Campeonato | Copa nacional | Copa nacional | Copa nacional | Otras Copas | Otras Copas | Otras Copas | Competición Europea | Competición Europea | Competición Europea | Total | Total |
| Temporada           | Equipo              | Comp                 | PJ         | Goles      | Comp          | PJ            | Goles         | Comp        | PJ          | Goles       | Comp                | PJ                  | Goles               | PJ    | Goles |
| ------------------- | ------------------- | -------------------- | ---------- | ---------- | ------------- | ------------- | ------------- | ----------- | ----------- | ----------- | ------------------- | ------------------- | ------------------- | ----- | ----- |
| 1999/00             | F. K. Sutjeska      | A                    | 9          | 4          | CJ            | 0             | 0             | -           | -           | -           | -                   | -                   | -                   | 9     | 4     |
| 2000/01             | Lecce               | A                    | 2          | 0          | CI            | 0             | 0             | -           | -           | -           | -                   | -                   | -                   | 2     | 0     |
| 2001/02             | Lecce               | A                    | 7          | 0          | CI            | 2             | 0             | -           | -           | -           | -                   | -                   | -                   | 9     | 0     |
| 2002/03             | Lecce               | B                    | 28         | 5          | CI            | 1             | 0             | -           | -           | -           | -                   | -                   | -                   | 29    | 5     |
| 2003/04             | Lecce               | A                    | 12         | 1          | CI            | 1             | 0             | -           | -           | -           | -                   | -                   | -                   | 13    | 1     |
| 2004/05             | Lecce               | A                    | 28         | 19         | CI            | 3             | 3             | -           | -           | -           | -                   | -                   | -                   | 31    | 22    |
| 2005/06             | Lecce               | A                    | 34         | 9          | CI            | 0             | 0             | -           | -           | -           | -                   | -                   | -                   | 34    | 9     |
| Total Lecce         | Total Lecce         |                      | 120        | 38         |               | 7             | 3             |             | -           | -           |                     | -                   | -                   | 127   | 41    |
| 2006/07             | Roma                | A                    | 25         | 2          | CI            | 2             | 0             | SI          | 0           | 0           | CL                  | 6                   | 1                   | 33    | 3     |
| 2007/08             | Roma                | A                    | 33         | 9          | CI            | 6             | 1             | SI          | 1           | 0           | CL                  | 8                   | 4                   | 48    | 14    |
| 2008/09             | Roma                | A                    | 27         | 11         | CI            | 2             | 2             | SI          | 1           | 1           | CL                  | 8                   | 3                   | 38    | 17    |
| 2009/10             | Roma                | A                    | 34         | 14         | CI            | 4             | 1             |             | -           | -           | UL                  | 8                   | 3                   | 46    | 19    |
| 2010/11             | Roma                | A                    | 28         | 10         | CI            | 4             | 2             | SI          | 1           | 0           | CL                  | 4                   | 0                   | 37    | 11    |
| Total en Roma       | Total en Roma       |                      | 147        | 46         |               | 18            | 6             |             | 3           | 1           |                     | 34                  | 11                  | 202   | 64    |
| 2011/12             | Juventus            | A                    | 32         | 9          | CI            | 3             | 1             | -           | -           | -           | -                   | -                   | -                   | 35    | 10    |
| 2012/13             | Juventus            | A                    | 31         | 10         | CI            | 3             | 1             | SI          | 1           | 1           | CL                  | 8                   | 2                   | 43    | 14    |
| 2013/14             | Juventus            | A                    | 12         | 2          | CI            | 0             | 0             | SI          | 1           | 0           | CL+UL               | 2+3                 | 0+0                 | 18    | 2     |
| Total en Juventus   | Total en Juventus   |                      | 75         | 21         |               | 6             | 2             |             | 2           | 1           |                     | 13                  | 2                   | 96    | 26    |
| 2014/15             | Al-Jazira           | AFC Champions League | 19         | 21         |               | 0             | 0             | -           | -           | -           | -                   | -                   | -                   | 19    | 21    |
| Total de su Carrera | Total de su Carrera |                      | 370        | 130        |               | 31            | 11            |             | 5           | 2           |                     | 47                  | 13                  | 453   | 156   |

## Palmarés

### Campeonatos nacionales
| Título              | Club     | País   | Año     |
| ------------------- | -------- | ------ | ------- |
| Copa de Italia      | Roma     | Italia | 2007    |
| Copa de Italia      | Roma     | Italia | 2008    |
| Supercopa de Italia | Roma     | Italia | 2007    |
| Serie A             | Juventus | Italia | 2011-12 |
| Supercopa de Italia | Juventus | Italia | 2012    |
| Serie A             | Juventus | Italia | 2012-13 |
| Supercopa de Italia | Juventus | Italia | 2013    |
| Serie A             | Juventus | Italia | 2013-14 |

### Distinciones individuales
| Distinción                                  | Año  |
| ------------------------------------------- | ---- |
| Futbolista Montenegrino del Año             | 2006 |
| Futbolista Montenegrino del Año             | 2007 |
| Futbolista Montenegrino del Año             | 2008 |
| Máximo goleador de la Liga Árabe (25 goles) | 2015 |